# غوس كيلي
غوس كيلي (بالإنجليزية: Gus Kelly)‏ هو سياسي أسترالي، ولد في 21 أغسطس 1890، وتوفي في 25 مارس 1967 في Mosman, New South Wales ‏ في أستراليا. نشط حزبياً في Lang Labor ‏ وحزب العمال الأسترالي. وقد انتخب عضو الجمعية التشريعية لنيو ساوث ويلز.